# (9007) James Bond
(9007) James Bond es un asteroide perteneciente al cinturón de asteroides descubierto el 5 de octubre de 1983 por Antonín Mrkos desde el Observatorio Kleť, cerca de České Budějovice, República Checa.

## Designación y nombre
James Bond recibió al principio la designación de 1983 TE1.
Más adelante, en 1999, se nombró por James Bond, agente 007 y personaje principal de las novelas del escritor británico Ian Fleming (1908-1964).

## Características orbitales
James Bond orbita a una distancia media del Sol de 2,474 ua, pudiendo alejarse hasta 2,849 ua y acercarse hasta 2,098 ua. Su excentricidad es 0,1517 y la inclinación orbital 5,859 grados. Emplea 1421 días en completar una órbita alrededor del Sol. El movimiento de James Bond sobre el fondo estelar es de 0,2534 grados por día.

## Características físicas
La magnitud absoluta de James Bond es 13,9.